# Rudi Fischer
Rudolf "Rudi" Fischer, född 19 april 1912 i Stuttgart, död 30 december 1976 i Luzern, var en schweizisk racerförare.
Fischer körde formel 1 och formel 2 i början av 1950-talet. Karriärens bästa resultat blev en andra plats i Schweiz 1952. Fischer var även ledare för det privata formel 1-stallet Ecurie Espadon.

## F1-karriär
| Säsong | Stall/Tillverkare        | Poäng | Placering |
| ------ | ------------------------ | ----- | --------- |
| 1951   | Ecurie Espadon (Ferrari) | 0     | -         |
| 1952   | Ecurie Espadon (Ferrari) | 10    | 4         |